# جبل زرهون
جبل زرهون بالمغرب امتداد لمرتفعات مقدمة جبال الريف، تشكل الجهة الغربية منه منطقة التقاء السهل بالجبل، يصل أعلى ارتفاع به 1025 مترا عن مستوى سطح البحر وينخفض غربا حيث ينزل عند الواجهة الغربية للكتلة إلى 879 مترا ومباشرة إلى 433 متر عند عين قرية و416 متر عند عين تاقورارت. ومن الناحية الشرقية يمتد جبل المركب الذي يصل ارتفاعه إلى 701 متر قرب مدشر القوار وينخفض في اتجاه زكوطة.
أزهون بالامازيغية تعني صخور الكبريت.